# David McMackon
David McMackon (Markham, 19 marzo 1858 – Angus, 10 dicembre 1922) è stato un tiratore a volo canadese.
In carriera ha partecipato ai Giochi olimpici di Londra 1908 gareggiando nella fossa olimpica sia individuale, dove si classificò 12°, sia a squadre, dove vinse l'argento insieme a Walter Ewing, George Beattie, Arthur Westover, Mylie Fletcher e George Vivian.

## Palmarès
- Giochi olimpici

Londra 1908: argento nella fossa olimpica a squadre